# 리눅스 커널 웁스

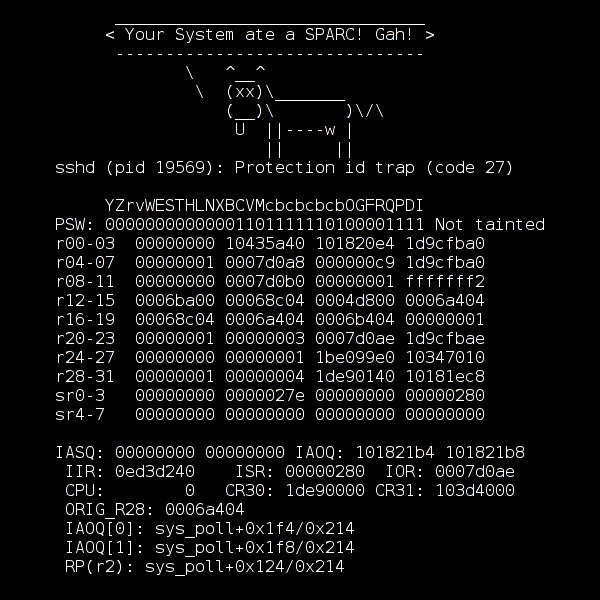
죽은 ASCII 소 모습이 보이는 PA-RISC의 리눅스 커널 웁스

웁스(oops)는 리눅스 커널이 정확한 행위를 위반한 것을 말하며, 결과로 특정한 오류 로그를 만들어 낸다. 잘 알려진 커널 패닉은 웁스들의 여러 종류들 중에서 야기되는 것이지만 웁스의 다른 종류들은(커널 패닉과는 달리) 절충된 신뢰성과 함께 계속된 동작을 허용한다. 이 용어는 간단한 실수 외에 다른 것을 의미하지는 않는다.
커널이 문제를 탐지했을 때 커널은 문제가 되는 프로세스를 Kill 하고, 리눅스 커널 엔지니어가 상태를 디버깅할 때 사용할 수 있는 웁스 메시지를 보여준다. 시스템이 웁스를 경험하고 나서 몇몇 내부 자원들은 더 이상 동작하지 않을 수 있다. 그래서 시스템이 정확하게 동작하는 듯 보이더라도 의도치 않은 부작용이 종료된 태스크에서 야기될 수 있다. 시스템이 잃어버린 자원을 사용하려고 시도할 때 커널 웁스는 종종 커널 패닉을 로드한다.
웁스 메시지를 다루는 공식 리눅스 커널 문서는 커널 소스의 파일 Documentation/oops-tracing.txt에 위치한다. 몇몇 로거 설정들은 웁스 메시지를 모으는 능력에 영향을 미친다. kerneloops 소프트웨어는 커널 웁스들을 모으고 www.kerneloops.org 웹 사이트 같은 리포지터리에 제출하는데, 이것은 보고된 웁스들에 대한 통계와 공개 열람 서비스를 제공한다.
컴퓨터와 운영 체제의 기술적 세부 사항에 익숙치 않은 사람들에게, 웁스 메시지는 혼란스러울 수 있다. 윈도우 같은 다른 운영 체제의 사용자에게 친숙한 메시지 대신 리눅스는 단순하고 커널의 충돌에 대한 자세한 설명을 보여준다.

## 같이 보기
- kdump - 리눅스 커널의 충돌 덤프 메커니즘으로서 내부적으로 kexec를 사용한다.
- System.map - 메모리에서 심볼 이름과 그들의 주소들 사이의 매핑을 포함하며, 웁스들을 해석하는데 사용된다.

## 더 읽어보기
- Linux Device Drivers, 3rd edition, Chapter 4.
- John Bradford (2003년 3월 8일). “Re: what's an OOPS”. 《[Linux kernel mailing list》 (메일링 리스트). 2007년 3월 10일에 원본 문서에서 보존된 문서. 2006년 5월 22일에 확인함.
- Szakacsits Szabolcs (2003년 3월 8일). “Re: what's an OOPS”. 《LKML》 (메일링 리스트). 2007년 3월 13일에 원본 문서에서 보존된 문서. 2006년 5월 22일에 확인함.
- Al Viro (2008년 1월 14일). “OOPS report analysis”. 《LKML》 (메일링 리스트). 2008년 4월 21일에 원본 문서에서 보존된 문서. 2008년 1월 14일에 확인함.
- Kernel Oops Howto (the madwifi project) 보관됨 2020-08-03 - 웨이백 머신 웁스 메시지들을 보여주는 것을 도와주는 설정 파일들과 툴들에 대한 유용한 정보.